# Pokrajinski muzej Zhejianga
Pokrajinski muzej Zhejianga (kin. 浙江省博物馆, pinyin: bówùguǎn Zhèjiāngshěng, skr. ZPM) je muzej kineske pokrajine Zhejiang koji se nalazi na otoku Gushan (孤山), koji je najveći otok na Zapadnom jezeru, u gradu Hangzhou. Nastao je iz Muzeja zapadnog jezera Zhejiang (浙江省 立 西湖 博物馆; Zhèjiāng shěnglì Xī Hú bówùguǎn), koji je osnovan u studenom 1929. god. Posjeduje širok izbor umjetničkog i kulturnog blaga, uključujući najnovija arheološka nalazišta iz neolitičke kulture Hemudu.
Dana 22. prosinca 2009. god., otvorena je nova zgrada muzeja na Kulturnom trgu Zapadnog jezera, uz Veliki kanal. Ova zgrada ima 7.600 m² izložbenog prostora, što je dvostruko više od stare zgrade na otoku Gushan.
.
Pokrajinski muzej Zhejianga je jedan od najposjećenijih muzeja u Kini, te je 2018. god. zabilježio 4.200.000 posjetitelja, prema čemu je bio 3. u Kini, a ispred njega su bili samo Kineski nacionalni muzej i Kineski muzej znanosti i tehnologije u Pekingu.
ZPM održava oko 40 privremenih izložbi godišnje, neke s kineskom tematikom, neke s međunarodnim izložbama (npr. Njemačke, Francuske, Švicarske, Japana i Singapura).

## Kolekcija
Muzej ima zbirku od preko 100.000 predmeta, uključujući artefakte od keramike, laka, drva i kostiju iz kulture Hemudu (7000. – 4500. pr. Kr. / 5000. – 3300. pr. Kr.); te artefakata od žadi i svilene tkanine kulture Liangzhu (3400. – 2000. pr. Kr.), brončane posude države Yue (越), celadon keramiku od Yue do dinastije T'ang, te posude Longquan iz razdoblja dinastije Sung i posuda iz vlasništva države Južni Sung. Tu se nalaze i brončana zrcala iz Huzhoua, kao i kineska kaligrafija i slike lokalnih slikara iz razdoblja dinastija Ming i Qing; te brojna druga važna kulturna blaga.
Kolekcija je izložena u nekoliko zgrada i paviljona:

### Gushan odjel
Smješten na južnoj padini Gushana, ovaj odjel za povijesnu kolekciju ugrađen je u vrtni krajolik Zapadnog jezera i prostire se na 20.400 m² u devet paviljona i dvorana:
- Galerija povijesnih i kulturnih nalaza
- Galerija celadon keramike
- Izložba drevne države Yue
- Galerija dragulja
- Galerija blaga
- Umjetnička galerija Sha Menghaia (1906. – 1994.), kolekcionara i slikara koji je djelovao u Francuskoj.
- Galerija Changa Shuhonga (常書鴻) stalna je izložba od 240 uljenih slika, gvaša i skica koje je slikarova obitelj darovala muzeju 1999. godine.[5]
- Galerija Zapadnog jezera završena je 1999. god. na mjestu nekadašnje „Nacionalne umjetničke galerije“ i u njoj su izložena djela kaligrafa i slikara iz Zhejianga, s naglaskom na radove Huanga Binhonga.[6]
- Wenlan pavilion (文澜 阁, Wénlán gé) se nalazi zapadno od muzeja ZPM na Gushanu. Tu se nalaze ostaci carske palače cara Guang Xua (1871. – 1908.) iz dinastije Qing, i u njoj se čuva jedan od sedam primjeraka enciklopedije Siku Quanshu.[7]

- Posuda kulture Hemudu (7000 – 4500 pr. Kr.)
- Keramička peć i posuda kulture Hemudu
- Bi diskovi od žada iz Liangzhu kulture, 3000 – 2000 pr. Kr.
- Detalj conga iz grobnice br. 12. u Fanshanu (3000. – 2000. pr. Kr.)
- Brončana posuda u obliku životinje, Zapadni Zhou (1066. – 771. pr. Kr.)
- Brončani model kuće s plesačicama i glazbenicima (Razdoblje proljeća i jeseni), oko 700. – 480. pr. Kr.
- Pozlaćeni kip Bude iz dinastije Sui
- Kip Bodisatve (Sjeverni Sung)
- Lakirana škrinja iz dinastije Sung
- Huang Guangwang, Naselje na gorju Fuchun (prvi dio), oko 1350.
- Celadon keramička posuda za vodu o obliku barke iz razdoblja dinastije Yuan.
- Caifeng Mingqi lira
- Brončani kip Mahasthamaprapta, otkriven 2018.
- Naslovnica enciklopedije Siku Quanshu
- Lakirana škrinja iz dinastije Qing
- Raskošna nosiljka za nevjestu
- Bista Changa Shuhonga

### Wulin odjel
Ovaj dio ZPM-a smješten je na Kulturnom trgu Zapadnog jezera, a zajedno s "Memorijalnom dvoranom revolucionarne povijesti Zhejiang" obuhvaća 20.000 m². Ovaj dio je usredotočen na očuvanje kulturne baštine i domoljubno obrazovanje (povijest kineske revolucije), a uključeni su i nematerijalna kulturna baština Zhejianga, folklorna tradicija i povijesna literatura. Ovu zgradu ZPM-a financira je Narodna vlada pokrajine Zhejiang, a završena je 2004. godine.

## Vanjske poveznice
|  | Zajednički poslužitelj ima još gradiva o temi Pokrajinski muzej Zhejianga |

- Službene stranice muzeja ZPM  Arhivirana inačica izvorne stranice od 1. listopada 2011. (Wayback Machine) (engl.)
- Zhu Qi zdjela  Arhivirana inačica izvorne stranice od 5. ožujka 2016. (Wayback Machine) (engl.)

30°15′12″N 120°08′19″E / 30.25333°N 120.13861°E